# Chickasaw (cheval)
Pour les articles homonymes, voir Chickasaw.
Le Chickasaw est une lignée du cheval colonial espagnol, originaire du Tennessee et de la Caroline du Nord. Il est sélectionné par les Chicachas à partir de la cavalerie d'Hernando de Soto, au XVIe siècle. Ce petit cheval particulièrement rapide sur courte distance participe à la création du Quarter Horse. La race est désormais considérée comme éteinte, mais des tentatives de re-création et de préservation des lignées sont en cours.

## Histoire
Ces chevaux proviennent des montures de l'expédition du conquistador Hernando de Soto, au XVIe siècle. Il passe plusieurs mois sur les terres des amérindiens Chicachas, au cours desquels ces derniers récupèrent vraisemblablement des chevaux, en particulier lors de l'attaque de 1539. Ils pratiquent ensuite l'élevage, et apprennent l'équitation, tout en se déplaçant depuis la Floride vers des terres situées plus au Nord. Leurs chevaux sont alors de petite taille, environ 1,32 m,, et utilisés pour tous types de tâches de la vie courantes, telles que le portage et la traction. Robert West Howard (1965) estime que la race Chickasaw est déjà bien établie lorsque James Adair commerce avec cette tribu amérindienne en 1725, et que par ailleurs, les Amérindiens sont conscients de la valeur de leurs chevaux et les préservent des croisements extérieurs. La race reçoit son nom actuel du premier Amérindien avec lequel les colons Anglais sont entrés en contact. 
Les Chicachas pratiquent aussi des courses festives sur courte distance, ce qui conduit à une sélection pour améliorer la vitesse de leurs chevaux. La popularité de ces courses gagnant les cultivateurs colons des Carolines, ils s'approvisionnent en chevaux auprès des Chicachas pour disputer des courses d'un quart de mile,. 
La race était autrefois commune, mais a été absorbée dans les populations de Mustang espagnol, et a participé à la formation du Quarter Horse. Le déclin remonte au XIXe siècle, en raison de croisements avec des chevaux de souche européenne et arabe, visant à produire des animaux de plus grande taille. 
En 1957, Andy Barker souhaite retrouver le cheval Chickasaw originel. Il crée pour cela la Chickasaw Horse Association à Love Valley, Statesville, en Caroline du Nord. L'année suivante, il acquiert un poulain d'origine indienne au Canada. En 1963, son association a enregistré 400 chevaux, et a organisé trois rassemblements annuels, la Chickasaw Horse Celebration, à Bedford dans l'Iowa.

## Description
Il ne s'agit pas vraiment d'une race, mais plutôt d'une lignée importante du cheval colonial espagnol. Le Chickasaw perdure notamment à travers les lignées de la race Choctaw.
D'après Hendricks (université d'Oklahoma, 2007) et CAB International (2016), le Chickasaw moderne mesure environ 1,42 m. La musculature est bien développée. La tête est petite, mais large entre les deux yeux, et surmonté de petites oreilles,. L'encolure et le dos sont courts,. La poitrine est large,. La queue est attachée bas.
La robe est de couleur unie, pouvant être baie, bai-brun, noire, alezan, grise, et même rouan ou palomino. Ces chevaux sont renommés pour leur rapidité sur courte distance.
La Chickasaw Horse Association, désormais très peu active, a créé un stud-book pour retrouver le type ancestral de la race Chickasaw, à partir de chevaux originaires de l'Ouest du Canada, qui ont gardé une parenté avec les chevaux américains. En 2001, 590 chevaux y sont enregistrés. Le statut de la race est disputé : plusieurs ouvrages incluent le Chickasaw à la race du Florida Cracker Horse,. Par contre, les auteurs de l'ouvrage de référence de CAB International (2016) et Janet Vorwald, de l'université Yale, s'y réfèrent comme à une race séparée. Par ailleurs, de nombreux écrivains américains contemporains de l'élevage amérindien se réfèrent à leurs chevaux comme à une race à part entière,.

## Utilisations
Le Chickasaw sert à la fois de cheval de bât, de monture, et de cheval de course dans le sud des États-Unis. Il a grandement contribué à la formation de la race Quarter Horse, mais aussi du Choctaw et du Cherokee,.

## Diffusion de l'élevage
Le berceau originel de cette race comprend la Caroline du Nord, le Tennessee, et l'Oklahoma.
Le Chickasaw est indiqué comme une race locale et native des États-Unis, désormais éteinte, dans la base de données DAD-IS. Hendrics (2007) le signale en revanche comme race rare.